# Canadian Tire Centre

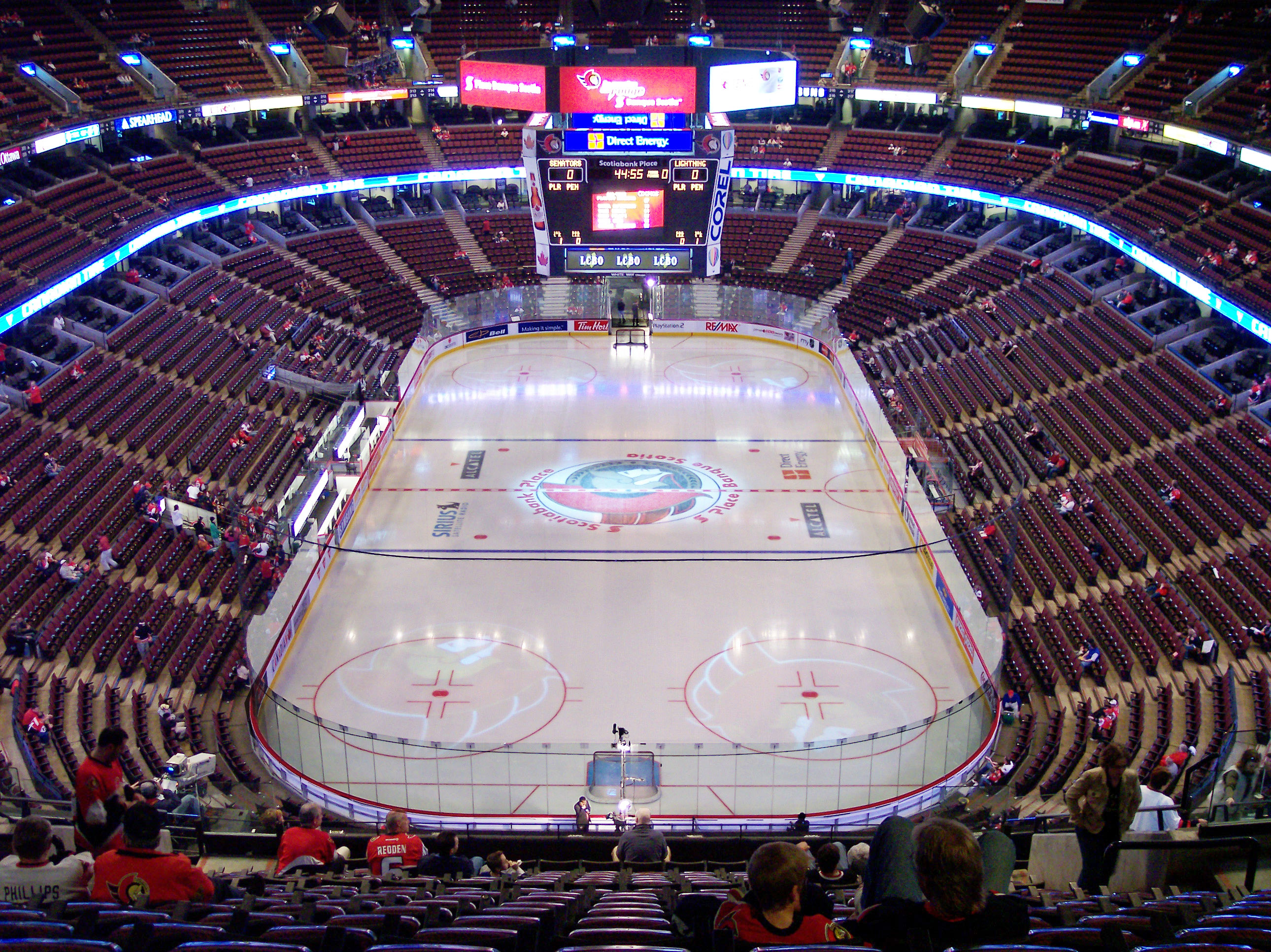
Interior do estádio em 2006

Canadian Tire Centre  é uma arena em Kanata, Ottawa, Canadá, mais conhecida por ser o estádio usado pelo Ottawa Senators, time de hóquei no gelo da National Hockey League.

## Histórico
- O estádio, originalmente batizado The Palladium, foi uma das cartadas do grupo Terrace para levar um time de hóquei para Ottawa. O terreno foi adquirido em 1989, e teve a construção aprovada em 1991. O estádio começou a ser erguido em 1994, com a construção durando 18 meses ao custo de 170 milhões de dólares canadenses.

- A inaguração do The Palladium foi em 17 de janeiro de 1996, com um show de Bryan Adams. Sua capacidade inicial era de 18,5 mil pessoas. Dois dias depois, a primeira partida de hóquei foi realizada entre Senators e Montreal Canadiens. Em fevereiro de 1996, a empresa de software Corel Corporation (localizada em Ottawa) comprou os direitos nominais por 10 anos, rebatizando a arena de Corel Centre. Ao final do contrato, o banco canadense Scotiabank comprou os direitos nominais da arena por 15 anos. Em 2013, um acordo dos Senators com a cadeia de lojas Canadian Tire levou ao atual nome.[1] Após uma reforma em 2004, a capacidade atual do estádio é de 19.153 pessoas sentadas.[2]

- Durante o jogo 3 da série contra o Pittsburgh Penguins, pelos playoffs de 2008, causou polêmica uma grande foto colocada perto do vestiário do time visitante, que mostrava o aperto de mãos entre os dois times depois da série do ano anterior, vencida pelos Senators.[3] Na foto, aparece ainda o placar eletrônico com a mensagem "Sens vencem". O painel, na verdade, foi colocado na parede bem antes dos playoffs, e pareceu razoável a escolha, por ter sido aquela a única série de 2007 que o time ganhou em casa.

- A arena já abrigou shows de AC/DC, Aerosmith, Black Eyed Peas, Bob Dylan, Bon Jovi, Britney Spears, Bruce Springsteen, Christina Aguilera, Coldplay, Dave Matthews Band[4], David Bowie, Dixie Chicks, Genesis, Green Day, Guns N' Roses, Janet Jackson, Rihanna, Lady Gaga, Metallica, Oasis, Ozzy Osbourne, Pearl Jam, Red Hot Chili Peppers, Rush, The Who, Tina Turner, TLC, U2 e Yes.

- Os Juno Awards de 2003 foram na arena, assim como All-Star Game da NHL em 2012.

## Outros nomes do estádio
- The Palladium [17/1/1996—26/2/1996]
- Corel Centre [27/2/1996—29/11/2005]
- Scotiabank Place [30/11/2005-30/06/2013]
- Canadian Tire Centre [desde 01/07/2013]